# Теодор Юзеф Любомирський
Теодор Юзеф Константій Любомирський гербу Шренява, князь (нар. 1683 — пом. 6 лютого 1745, Уяздув) — державний і військовий діяч Речі Посполитої, воєвода краківський, маршалок Сеймів 1729 i 1730 років, фельдмаршал ерцгерцогства Австрійського, кавалер орденів Білого Орла (1730) та Золотого руна (1734).

## Життєпис
Був сином Станіслава Іраклія Любомирського та його другої дружини Ельжбети Денгоф.
1700 року отримав від батька багате староство Спиське, яким володів з невеликою перервою до 1734 року. Одразу по отриманню староства, на жаль для свого батька, пограбував цей маєток і втік за кордон. Повернувся звідти, ймовірно, після смерті батька 1702 року. Став дідичем Чернякова й Уяздува під Варшавою (тепер — частини цього міста), після самогубства його брата Францішека отримав 1721 року великі маєтності ланьцутські, також поступово придбав великий комплекс маєтностей біля Ряшева, володів Полонним.
Брав участь у Великій Північній війні проти Августа II Фрідріха. 1711 року отримав прощення від останнього та повернув собі Спиське староство. Опісля майже двадцять років не брав жодної участі в громадському житті.
Був послом на Сейми 1729 і 1730 років від Краківського воєводства, обирався Маршалком цих сеймів. 1732 року отримав посаду Краківського воєводи. 1733 року підтримав кандидатуру Августа III при обранні короля Речі Посполитої, підписав його pacta conventa.
4 грудня 1736 року був призначений австрійським фельдмаршалом. Цього ж року став почесним шефом австрійського полку кірасирів, пізніше відомого як 2-й драгунський полк. У ці часи постійно перебував у Відні та Австрії, де 1740 року отримав земельні маєтності.
1736 року був призначений сенатором-резидентом. На Сеймі 1736 року відкинув проєкт нових податків, зірвав спробу реформування держави. 10 липня 1737 року підписав у Всхові конкордат з Ватиканом. Був також послом на Сеймі 1740 року, різко критикував ідею збільшення армії.
Наприкінці життя був дуже побожним, жертвував багато коштів на розбудову церков. Так, він сприяв розбудові при уяздувському костелі кальварії, яка складалася з 33 каплиць, був фундатором костелу в Боґухвалі, костелу і кляштору домініканів у Ланьцуті, також фінансово підтримував Колегіум нобіліум у Варшаві.
Помер від подагри в Уяздуві. Похований у костелі Святого Антонія Падуанського у Чернякові (Варшава). Після врегулювання справ з маєтками його дружина Єлизавета переїхала 1748 року до Відня за донькою Анною (пом. 1771), котра одружилася з угорським графом Міклошем Естергазі. Єлизавета померла у Відні 1776 року.

## Сім'я
1721 року Теодор Юзеф відбив у краківського купця Яна Крістіча вродливу дружину Анну Єлизавету з шотландської родини де Калер-Камінг англ. Culler-Cuming, у першій половині 1724 року одружився з нею. Шлюб з міщанкою викликав обурення інших магнатських родин, які почали ігнорувати подружжя.
Не маючи прямих нащадків, Теодор Юзеф усиновив двох дітей своєї дружини від її першого шлюбу з ірландським конозаводчиком Джоном Крайстом:
- Каспер Любомирський (1724—1780) — староста хмільницький, генерал-лейтенант російської армії;
- Анна Любомирська (?—1771) — дружина графа Міклоша Естегазі.